# الملعب الأولمبي (سول)
الملعب الأولمبي (هانغل: 서울올림픽주경기장) هو ملعب متعدد الأغراض يقع في سيئول، كوريا الجنوبية، وتلعب فيه منتخباتها الوطنية. يتسع لـ 69,950 متفرج. بني بشكل أساسي لاستضافة الألعاب الأولمبية الصيفية عام 1988.

## التاريخ
تم وضع حجر الأساس للملعب في 20 ديسمبر 1977. افتتح الملعب في 29 سبتمبر 1984.